# Georges Darmois
Pour les articles homonymes, voir Darmois.
Georges Darmois, né le 24 juin 1888 à Éply (Meurthe-et-Moselle) et mort le 5 janvier 1960 à Paris 6e, est un mathématicien français. Il était le frère cadet du physicien Eugène Darmois.

## Biographie
Georges et Eugène, ainsi que leur sœur Gabrielle, sont nés à Éply, un village lorrain au bord de la Seille, près de Nomeny. Le père Emile Darmois est un modeste cultivateur et parmentier-tailleur d'habit à l'occasion. La mère, Virginie Dardar, appartient à une famille originaire de la région de la Nied et de la côte de Delme, dans l'ancien département de Moselle, qui a opté en 1871 pour la France. L'instituteur de la commune remarque les bonnes capacités et surtout l'incroyable mémoire visuelle d'Eugène, qui passe avec brio le certificat d'étude, reproduisant à la virgule près dans un exercice quelques pages de son manuel. Il propose à sa famille de lui faire faire des études au collège. Les sœurs Dardar ont aussi des projets d'entreprise pour ne plus vivoter dans ce paisible village bucolique qui plaît tant aux enfants, elles déménagent à Toul et prennent en location une auberge idéalement située en face des casernes de cette ville de garnison. Virginie parvient à convaincre son paisible époux avec l'argument supplémentaire de l'éducation des fils au collège de Toul. Georges et Eugène, nostalgiques comme leur père de leur parentèle et de leur vie au village, sont inhumés dans le cimetière d'Eply.
Georges suit les traces de son frère aîné au collège puis aux lycées de Toul et de Nancy. Il est reçu au concours d'entrée de l'École normale supérieure en 1906. Reçu au concours d'agrégation de mathématiques en 1909, il est préparateur à l'École Normale Supérieure et entame une thèse qui ne fut achevée qu'en 1921 par suite de la mobilisation générale de sa classe d'âge en 1914.
En 1914, contrairement à son frère qui est en première ligne à la bataille de Nancy, Georges s'occupe à l'intendance de Toul de défense anti-aérienne, en particulier contre les attaques à basses altitudes. En 1916, il est affecté à une unité de repérage au son en Champagne puis en Alsace dans la montagne vosgienne. Le 11 novembre 1918 il assiste à l'évacuation des tranchées allemandes sur les hauts.
Il est nommé à la faculté des sciences de Nancy de 1919 à 1933. Il y poursuit ses recherches en statistiques, calcul des probabilités, mais aussi en théorie de la relativité et de la gravitation, dans la lignée des travaux pionniers d'Henri Poincaré. Georges épouse en 1922 Louise Burlin, la fille du maire de Saint-Dié, Louis Burlin qui est aussi un entrepreneur métallurgiste et maître-fondeur. Il siège au conseil d'administration de l'entreprise de fonderie et participe même à sa gestion concrète après la disparition de son beau-père.
Il part appelé à Paris en 1933, il est nommé d'abord chargé de cours à la faculté des sciences de Paris, puis professeur sans chaire de calcul des probabilités et de physique mathématique. Il n'est nommé professeur titulaire de mathématiques générales qu'en 1941 avant d'accéder à la chaire de "calcul des probabilités et physique mathématique" en octobre 1949.
En 1939, il fait partie des mobilisés volontaires. il est envoyé à Londres de 1940 à 1942, pendant deux ans et demi. Après dix jours dans le cargo Samaria, il débarque à Alger et sert dans l'armée française, retrouvant son grade de capitaine d'artillerie. Il organise le concours des grandes écoles en Afrique du Nord. Il revient à Paris fin 1944 et y reprend sa tâche de professeur de mathématiques.
Il est le premier en France à professer la statistique et la dynamique stellaire. Il participe à l'essor de l'institut français de la statistique, comme directeur de l'institut de statistique de l'université de Paris.
Il est élu à l'Académie des sciences en 1955. Personnage plus discret et effacé que son frère Eugène, il surprend ses collègues par sa bienveillance, sa bonhomie et son sens de l'humour. Il faut dire que ses collègues scientifiques de l'institut l'avaient choisi car il appréciait déjà ces qualités en compagnie de son frère Eugène, élu en 1951.

## Travaux
Ses principales recherches concernent la statistique, le calcul des probabilités, la théorie de la relativité et la gravitation.
- Les équations de la gravitation einsteinienne (1927).
- Statistique mathématique (1928).
- Statistique et applications, éd. Armand-Colin (1934).
- Sur les lois de probabilité à estimation exhaustive, CRAS 200 (1935), 1265-1266.
- Méthodes d'estimation: l'emploi des observations statistiques (1936).
- Théorème de Darmois